# Анастасия Бабурова
Анастасѝя Едуа̀рдовна Бабу̀рова (на руски: Анастасия Эдуардовна Бабурова) е украинска журналистка.

## Биография
Родена е на 30 ноември 1983 година в Севастопол в семейството на преподаватели в местни технически университети. Учи за кратко в севастополския филиал на Московския университет и в Московския държавен институт по международни отношения, а след това в Журналистическия факултет на Московския университет. През 2008 година започва работа във вестник „Известия“, но в края на годината напуска и става нещатен сътрудник на „Новая газета“, където работи върху разследвания на неонацистки организации.
Анастасия Бабурова е застреляна на улицата в Москва на 19 януари 2009 година, заедно с общественика Станислав Маркелов. За убийството ѝ са осъдени двама неонацисти, според чиито признания целта на покушението е Маркелов.